# Gradina (Zlatibor)
Pour les articles homonymes, voir Gradina.
Le mont Gradina (en serbe cyrillique : Градина) est un sommet des monts Zlatibor, un massif situé dans la région de Stari Vlah au sud-ouest de la Serbie. Il s'élève à une altitude de 1 149 m.